# Irmengard van Chiemsee

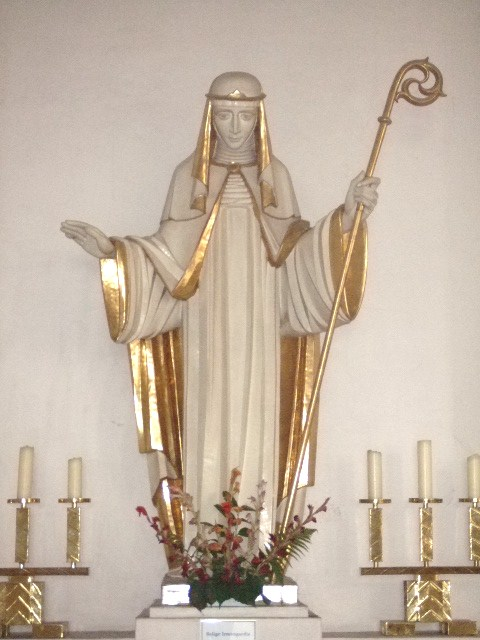
Beeld van Irmengard van Chiemsee in de kapittelkerk van Buchau.

Irmengard van Chiemsee (Regensburg, circa 831/833 - Frauenchiemsee, 16 juli 866) was een lid van de Karolingische dynastie en van 857 tot aan haar dood de eerste abdis van het klooster van Frauenchiemsee. Ze wordt in de rooms-katholieke kerk als zalige vereerd.

## Levensloop
Irmengard was de tweede dochter van de Oost-Frankische koning Lodewijk de Duitser uit diens huwelijk met Emma van Altdorf, dochter van graaf Welf I van Altdorf. Net als haar zussen was ze voorbestemd voor een kloosterleven. Irmengard werd opgevoed in de Benedictijnse Abdij van Buchau in Zwaben, waarvan de landerijen later in de handen van haar vader zouden komen.
Rond 850 werd Irmengard door haar vader benoemd tot abdis van het klooster van Chiemsee, dat in 782 was opgericht door hertog Tassilo III van Beieren en vanaf 788 de status van rijksabdij genoot. Onder haar leiderschap werden de vervallen gebouwen van het klooster gerestaureerd en werd het vroegere kapittel voor edelvrouwen ontwikkeld tot een Benedictijns zusterklooster. Omdat ze van keizerlijke afkomst was, had Irmengard als abdis het recht om een dunne gouden riem te dragen, die leek op een kleine kroon.
Irmengard van Chiemsee stierf in juli 866.

## Verering
Irmengard werd reeds in het begin van de 11e eeuw vereerd, toen abt Gebhard in 1004 haar hoofd als relikwie naar de Abdij van Seeon liet overbrengen. Haar cultus werd echter pas in 1928 officieel erkend door paus Pius XI, op initiatief van kardinaal Michael von Faulhaber. Irmengard werd op 17 juli 1929 zalig verklaard. Haar stoffelijke overschotten en schedel werden in 2003 tijdens een feestelijke ceremonie herenigd.
Haar naamdag is op 16 juli. In Frauenchiemsee wordt jaarlijks Irmengardstag gevierd, op de zondag die het dichtst bij 16 juli ligt.